# Tristrophis subpunctaria
Tristrophis subpunctaria är en fjärilsart som beskrevs av John Henry Leech 1891. Tristrophis subpunctaria ingår i släktet Tristrophis och familjen mätare. Inga underarter finns listade i Catalogue of Life.